# Compagnie Guipuscoane de Caracas

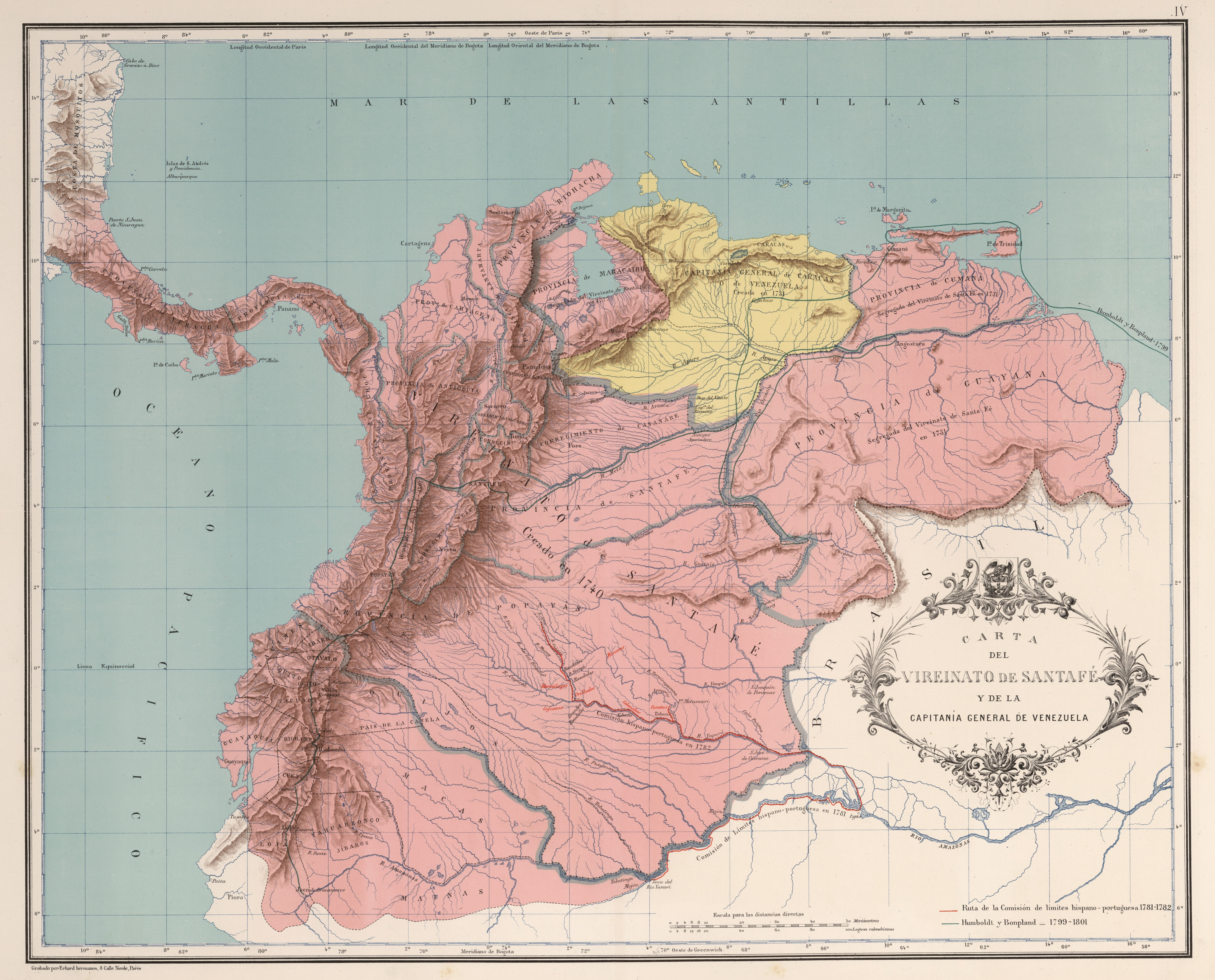
Vice-royauté de Nouvelle-Grenade nommée aussi Santa Fe (en rose) et la province du Venezuela (en jaune) en 1742 qui deviendra la Capitainerie générale du Venezuela en 1777.

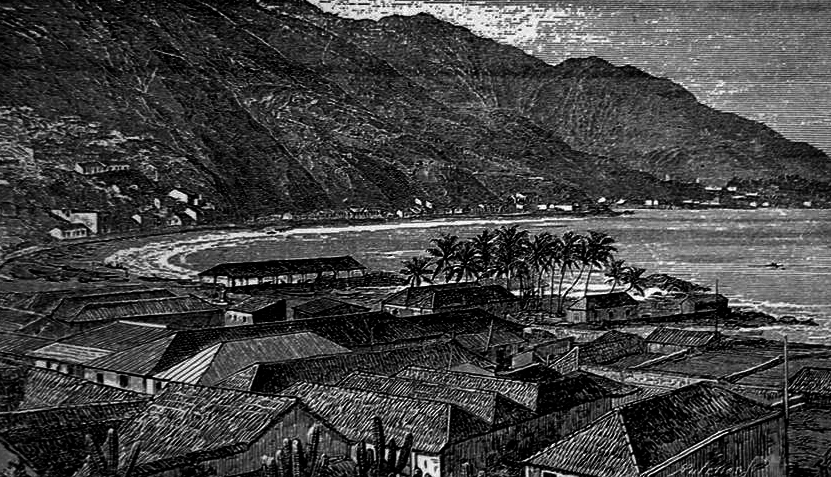
La Guaira pendant la colonie

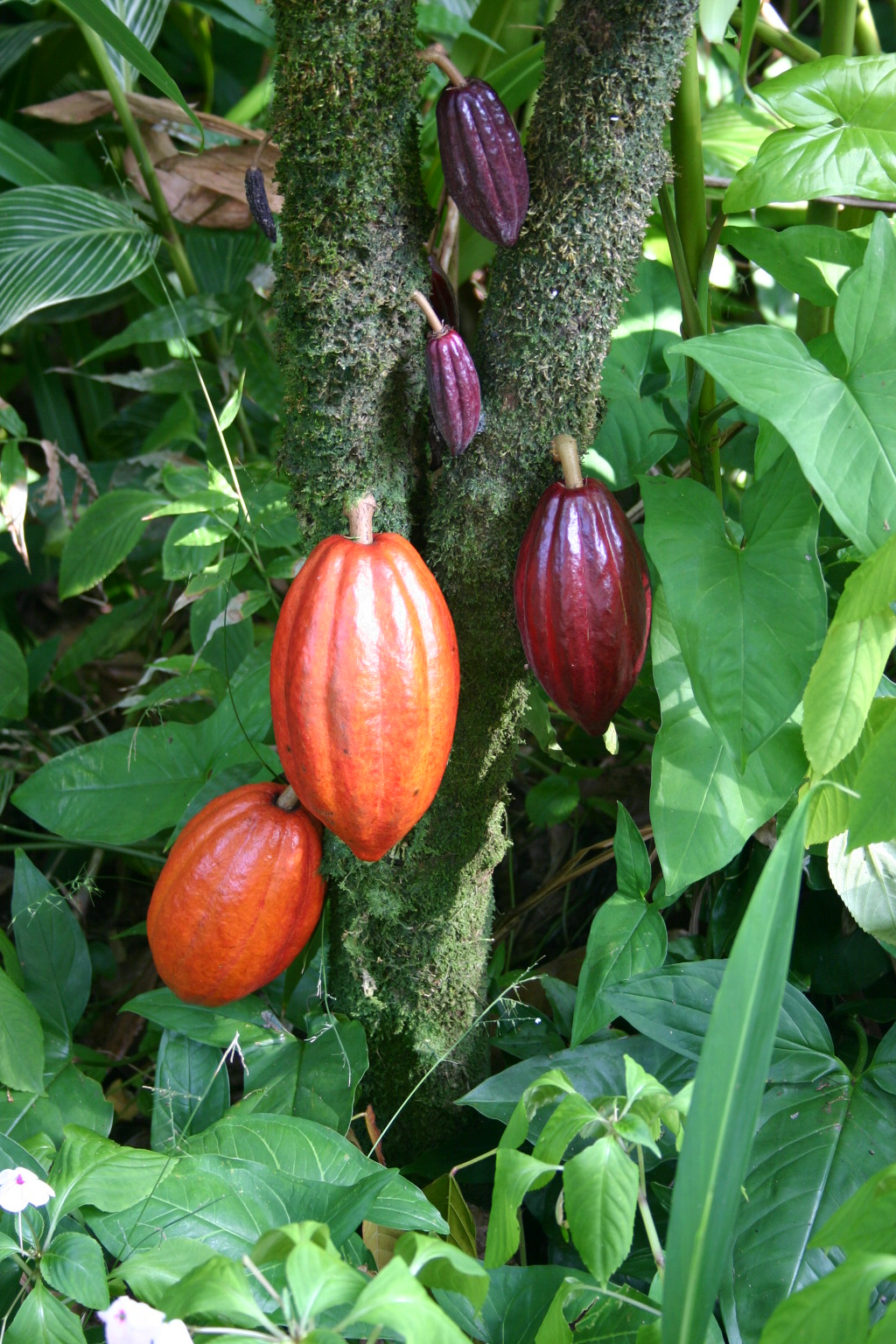
Theobroma cacao. Cacaoyer dont le commerce a été monopolisé par la Compagnie Guipuscoan.

La Compagnie Royale Guipuscoane de Caracas (Real Compañía Guipuzcoana de Caracas), fondée légalement le 25 septembre 1728, en vertu de la cédule royale du roi Philippe V, par des commerçants basques qui avaient le monopole du commerce et du développement au Venezuela. Cette Compagnie surnommée la Flotte des Lumières a une influence notable dans le développement économique, scientifique, culturel et social de la province du Venezuela. Elle est associée en 1765 à la Real Sociedad Bascongada de Amigos del País pour la promotion et la transmission de la culture en divisant leurs activités en quatre sections : L'agriculture ; les sciences et les arts ; l'industrie et le commerce ; la politique et les belles-lettres.
À partir du 10 mars 1785, elle devient la Compagnie royale des Philippines, sous la direction de l'afrancesado François Cabarrus.

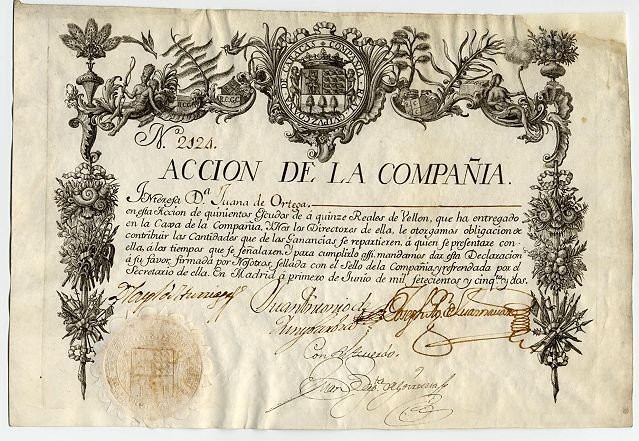
Action de la Compagnie (Madrid, 1er juin 1752)

## Origine
En 1728, le roi d’Espagne Philippe V créa la Compagnie Royale Guipuscoane, à qui il donne le monopole des importations, des exportations, du développement, de l'exploitation des matières premières à la province correspondant au Venezuela. Une des motivations était de mettre fin au trafic de cacao organisé par les contrebandiers hollandais au départ de la colonie néerlandaise de Curaçao, via le port vénézuélien de Tucacas, qui avait un grand succès dans les arrière-pays, mais ne profitait pas à la Couronne castillane et attirait les pirates et flibustiers d’autres nationalités majoritairement anglaises et hollandaises.
La Compagnie Royale Guipuscoane  était animée par les commerçants basques du Guipuscoa, qui fournissaient les navires, les marins et leur armement, pour parer aux attaques des pirates sur les côtes du Venezuela. Elle avait pour ordre, en échange de son monopole de patrouiller le long de ces côtes. Elle eut le monopole du commerce au Venezuela durant une grande partie du XVIIIe siècle. Manuel Larramendi en arrive à dénoncer la désertion des villages côtiers par les jeunes, attirés par un travail au sein de la Compagnie Guipuscoane. La plupart des marins de la localité de Getaria, au Guipuscoa, se sont engagés dans cette grande compagnie royale ce qui a entraîné une crise dans la pêche et la chute de la production du txakoli. Tout au long de son histoire, ses 70 navires ont permis d’entretenir des échanges réguliers entre le Guipuscoa, Cadix et le Venezuela. À cet effet, la compagnie dispose de ses propres chantiers navals à Pasaia (qui fabriqueront de la moitié de sa flotte). Elle a parfois affrété des navires étrangers lorsque les circonstances l’imposaient (durant les guerres, par exemple). Vers 1743, la Compagnie eut l'autorisation d'affréter des navires sous le drapeau français permettant de commercer directement avec le Venezuela. Les principaux bénéficiaires de cette décision étaient sans aucun doute la côte de la province basque du Labourd et de Bayonne.

« La Capitanie Générale de Venezuela avant le XVIIIe siècle était très faiblement peuplée et sa contribution économique  à  l’Espagne  était  nulle  ou  même  négative.  C’est  grâce  à  la Compañía  Guipuzcoana  de Caracas, fondée en 1728, que la colonie américaine s’est modernisée, en la proveyant de ports, routes et de nouveaux produits. Sa population reçut une apportation de sang basque et la province est passée de déficitaire à autosufissante et même rentable. C’est grâce en particulier aux basques emplacés dans ces terres qu’y s’est établie une nouvelle classe de gens dynamiques et entreprenantes. »

— Ramón de Basterra y Zabala

## Objectifs
Les opérations de la Compagnie Guipuzcoana ont commencé au milieu de 1730, lorsque les deux premiers navires sont arrivés à La Guaira. Les résultats de son activité ont été pleinement satisfaisants, et l'on peut dire que les commerçants ont atteint les objectifs qui avaient été proposés lors de la création de l'entreprise :
- Premièrement : Assurer un commerce exclusif avec la province du Venezuela, qui bénéficiait auparavant à d'autres groupes, principalement des contrebandiers anglais et hollandais.
- Deuxièmement : Assurer l'envoi de fruits à l'Espagne, en régularisant les livraisons de plus en plus dense de cacao, de tabac et d'indigo principalement, et donc pourraient influencer sur la baisse des prix de ces fruits vers la péninsule.
- Troisièmement : Réussir à arrêter et réduire la contrebande, chassant et harcelant les marchands étrangers qui se livraient illégalement à des activités commerciales au détriment de la Couronne.
- Quatrièmement : Influencer de façon décisive la politique interne de la province du Venezuela, à travers les gouverneurs d'origine basque qui ont dirigé la province et la capitainerie générale du Venezuela après sa création en 1777.
- Cinquièmement : Les navires de la Compagnie Guipuscoane, Flotte des Lumières, étaient responsables de l'introduction des idées de l'illustration au Venezuela, comme le souligne Ramon de Basterra dans son livre "Les navires des Lumières (1925)". Ce n'est donc pas un hasard si les idées républicaines française de Rousseau puis de Montesquieu (la division des pouvoirs, la primauté du droit, etc.), trouvent une diffusion rapide au Venezuela, où les familles terriennes de Caracas discutaient de ces idées (qui ont longtemps été opposées à un droit de veto en Espagne). Elles étaient à l'origine, à leur tour, des idéaux de l'indépendance américaine. Et ce n'est pas une coïncidence si ces idéaux sont nés à Caracas, puis dans d'autres parties de l'Amérique espagnole, pour la même raison. La phrase de l'hymne national « suivez l'exemple donné par Caracas » se réfère à ce fait.
- Sixièmement : La Compagnie a également promu et a pris une part active dans l'exploration du territoire vénézuélien (par exemple, la question des limites du bassin de l'Orénoque en 1750, dirigé par José de Iturriaga et Aguirre).

## Contestations
Depuis Philippe V, la Compagnie Guipuscoane obtint un traitement préférentiel pour éviter la résistance que les gouverneurs et officiers royaux avaient présentés aux compagnies précédemment fondées, celle-ci est mise sous protection royale et des instructions à tous les fonctionnaires des Indes furent envoyés pour qu'ils ne fassent pas obstruction à leurs travaux, mais, au contraire, offre toutes sortes d'installations. Enfin, le gouverneur de la province de Caracas a été nommé juge conservateur de la compagnie. De cette façon, le caractère officiel de la compagnie était consacré entre les mains du contrôle économique de la province. L'arrivée de la Compagnie a provoqué une réaction défavorable, car pour cette décision, la mairie locale n'avait pas été prise en compte.
Ainsi, la majorité des producteurs et commerçants coloniaux avaient, dans un premier temps, les raisons suivantes de s'opposer à la Compagnie Guipuscoane :
- Interrompre le développement et le contrôle de leurs activités commerciales.
- Attaquer directement les intérêts des propriétaires fonciers en essayant d'empêcher la contrebande.
- Tenté de s'emparer du commerce entre le Venezuela et le Mexique, contrôlé par les producteurs de cacao..
- Baisser les prix des produits vénézuéliens.
- Ne pas payer pour ses achats avec de l'argent, mais avec des marchandises à des prix inflationnistes
- Ne pas utiliser des méthodes arbitraires dans l'acquisition de produits vénézuéliens et dans la distribution de marchandises européennes.
- Déplacer tous les commerçants, y compris ceux de Cadix, du commerce.
- Contrôler et réglementer le marché de l'Asiento sous contrebande néerlandaise.
- La province de Caracas n'a pas été approvisionnée, ce qui a nui au commerce de détail.

Dans ce contexte, de 1730 à 1733, deux ans après sa création la Compagnie affronte, à la rivière Yaracuy, une révolte dirigée par Andresote et organisée par des contrebandiers hollandais qui soutinrent financièrement cette révolte, car elle confortait leurs intérêts commerciaux après la perte de Tucacas en 1717. La propagande et la révolte sont finalement matés par une armée royale et les insurgés durent se réfugier dans les collines. Andresote prend la fuite en direction de Curaçao, la colonie néerlandaise. Malgré la résistance espagnole, la moitié du cacao de la vallée de Yaracuy continua à sortir durablement via cette contrebande hollandaise, qui offrait de meilleures marchandises, à meilleur prix. La concurrence entre transporteurs basques et hollandais stimula la production.